# Eudald Puig i Mayolas
Eudald Puig (Manlleu, 1948- Terrassa, 2013) fou un poeta català. Nascut a Manlleu però va viure gran part de la seva vida a Terrassa. Llicenciat en filologia catalana i dedicat a l'ensenyament gran part de la seva vida. Ha rebut diferents premis literaris. El premi literari de Girona-Miquel de Palol de poesia al 1978; el ciutat d'Olot-Joan Teixidor de poesia, haikus en línia al 2002 i el premi Ciutat de Terrassa. Agustí Bartra al 2005. Als anys 70 formà part del consell de redacció de la revista TS, fruit de l'excel·lent relació entre dues entitats vallesanes: l'Acadèmia de Belles Arts de Sabadell i Amics de les Arts i Joventuts Musicals de Terrassa.Amb motiu del 5è aniversari de la mort del poeta al 2018, el Centre d'Arts Escèniques de Terrassa (CAET) va organitzar un espectacle, anomenat La Casa de la Muntanya, en homenatge a l'autor.

## Obra

### Poesia
- Cel de nit. Barcelona. La Gaya Ciència: Barcelona 1978. Premi Miquel de Palol
- La vinya cremada. Barcelona: Edicions 62, 1986. ISBN 8429724400
- Parc de gessamins. Barcelona: Empúries, 1987. ISBN 8475961185
- El traç d'un any. Barcelona: Destino, 1989. ISBN 842331730X Error en ISBN: suma de verificació no vàlida
- Una visió de la poesia: Setena Trobada de Poesia. Terrassa. Associació de poetes terrassencs, 1989. ISBN 8478092439
- Poemes per a Clara. Barcelona: Edicions 62, 1998. ISBN 8475965997
- A l'ombra del lotus. Josep Maria Capilla, Eudald Puig, Maria Rosa Roca. Barcelona: Viena, 2003. ISBN 8483301865
- La vida entredita. Barcelona: Proa, 2006. ISBN 8484378756. Premi Ciutat de Terrassa. Agustí Bartra, 2005
- Obra poètica completa. Girona: Curbet, 2014. ISBN 9788494281860

### Prosa
- Paradís perdut. Barcelona. Empúries, 1985. ISBN 8475960588

### Epistolari
- Joan Vinyoli-Eudald Puig: correspondència (1981-1984). Girona: Curbet, 2018. ISBN 9788494739965